# Mezinárodní trestní tribunál pro Rwandu
 Mezinárodní trestní tribunál pro Rwandu (anglicky International Criminal Tribunal for Rwanda (ICTR), francouzsky Tribunal Pénal International pour le Rwanda (TPIR)) byl zřízen na základě rezoluce Rady bezpečnosti OSN č.955 z r. 1994, jako reakce na Rwandskou genocidu. Tribunál sídlil ve městě Arusha v Tanzanii, úřad prokurátora pak v Kigali ve Rwandě. Svou činnost ukončil v roce 2015.
Na podzim roku 2010 tribunál dokončil 50 případů (včetně bývalého premiéra a několika ministrů), 24 případů probíhalo a další 2 ještě nebyly zahájeny. Náklady na činnost tribunálu přesáhly 1 miliardu amerických dolarů. Místní média činnost tribunálu bedlivě sledovala.

## Složení
Tribunál se skládal ze čtyř komor (tří soudních a jedné odvolací), prokurátora a registračního oddělení. V jednotlivých komorách zasedalo 16 stálých soudců a 9 ad litem soudců, kteří byli voleni Valným shromážděním OSN a přidělováni k jednotlivým kauzám . Každý soudce musel pocházet z jiné země. Jedním z ad litem soudců byl i český soudce Robert Fremr.

## Působnost
Osobní působnost se vztahuje na občany Rwandy a na nerwandské občany, místní na území Rwandy a pro rwandské občany i na území okolních států; časová na období od 1. ledna do 31. prosince 1994. Věcná působnost pak na genocidy, zločiny proti lidskosti a porušení článku 3 Ženevských úmluv a Dodatkového protokolu II úmluv (válečné zločiny).
Působnost ve vztahu k národním soudů byla shodná s Mezinárodním trestním tribunálem pro bývalou Jugoslávii, tribunál byl národním soudům nadřazen.

## Řízení
Prokurátor mohl vyšetřování zahájit z vlastního podnětu nebo na základě informací z jakýchkoliv zdrojů, zejména od vlád, orgánu OSN, vládních a mimovládních organizací. Prokurátor byl oprávněn provádět výslech podezřelých, obětí a svědků, shromažďovat důkazy a vyšetřovat na místě. Obviněný měl právo na spravedlivý a veřejný proces, platila zásada presumpce neviny. Soud po dokazování vyhlašoval rozsudek a ukládal tresty odnětí svobody, nejpřísnějším bylo doživotí. Tresty se vykonávaly v některém ze států, který Radě bezpečnosti OSN oznámil vůli odsouzené přijmout (Mali, Benin, Svazijsko, Francie, Itálie, Švédsko a Rwanda.)